# Municipio de Low Gap (condado de Newton)
El municipio de Low Gap (en inglés: Low Gap Township) es un municipio ubicado en el condado de Newton en el estado estadounidense de Arkansas. En el año 2010 tenía una población de 268 habitantes y una densidad poblacional de 4,41 personas por km².

## Geografía
El municipio de Low Gap se encuentra ubicado en las coordenadas 36°1′57″N 93°18′32″O / 36.03250, -93.30889. Según la Oficina del Censo de los Estados Unidos, el municipio tiene una superficie total de 60.83 km², de la cual 60,6 km² corresponden a tierra firme y (0,38 %) 0,23 km² es agua.

## Demografía
Según el censo de 2010, había 268 personas residiendo en el municipio de Low Gap. La densidad de población era de 4,41 hab./km². De los 268 habitantes, el municipio de Low Gap estaba compuesto por el 96,64 % blancos, el 0,37 % eran afroamericanos, el 1,12 % eran amerindios, el 0,37 % eran de otras razas y el 1,49 % eran de una mezcla de razas. Del total de la población el 2,24 % eran hispanos o latinos de cualquier raza.